# إسحاق روبرتس
إسحاق روبرتس (بالإنجليزية: Isaac Roberts)‏ (و. 1829 – 1904 م) هو عالم فلك من المملكة المتحدة. كان عضوًا في الجمعية الملكية.
توفي عن عمر يناهز 75 عاماً.

## جوائز
حصل على جوائز منها:
- الميدالية الذهبية للجمعية الفلكية الملكية (1895)
- زميل في الجمعية الملكية.

## روابط خارجية
- إسحاق روبرتس على موقع الموسوعة البريطانية (الإنجليزية)